# Одегов, Виталий Алексеевич
Виталий Алексеевич Одегов (род. 13 июня 1975 года) — украинский мини-футболист и тренер.
Начинал футзальную карьеру в Харькове в составе команды «Инга». С 1998 по 2000 годы выступал в Запорожье, защищая цвета местного ДСС. После переехал в Россию, где с 2000 по 2002 годы играл за «Альфу» (Екатеринбург), а с 2002 по 2006 года за «Синару» (Екатеринбург). После этого вернулся в Харьков и с 2008 по 2011 годы играл за местный «Локомотив».
Бронзовый призёр Чемпионата Украины по мини-футболу (2000, 2011). Обладатель Кубка Украины (2009). Бронзовый (2003, 2004, 2005) и серебряный (2006) призёр Чемпионата России, обладатель Кубка России (2002) и Кубка обладателей кубков (2002).
С августа 2016 года возглавляет юношеские сборные Украины по мини-футболу U-17 и U-19.